# August Hahn
August Hahn, född den 27 mars 1792 i Osterhausen, död den 13 maj 1863 i Breslau, var en tysk evangelisk teolog, far till Heinrich August Hahn.
Hahn blev 1819 extra ordinarie, 1821 ordinarie professor i teologi i Königsberg och 1826 professor i Leipzig. I en disputation, med vilken han tillträdde sin professur där, angrep han skarpt rationalisterna: de var inte längre kristna, om blott förnuftsreligionen för dem vore den sanna religionen. I en fortsatt polemik, särskilt mot Bretschneider, förfäktade Hahn bland annat, att rationalisterna borde gå ut ur kyrkan, en sats, som han senare förklarade därhän, att han inte ville förjaga dem, utan endast bringa dem till medvetande om konsekvensen av deras egen ståndpunkt. 
Hahn utgav 1828 Lehrbuch des christlichen Glaubens, vari hans egen teologiska åskådning dokumenterar sig inte egentligen som en sträng kyrklig rättrogenhet, utan som ett slags biblicistisk supranaturalism, vilken lossade på och delvis uppgav den ortodoxa dogmatikens formuleringar. En ny upplaga av 1857 gick däremot vida längre i att framställa de gammalkyrkliga läroformlerna som adekvata uttryck för skriftens sanningar. 
År 1833 blev Hahn professor i Breslau, där han sedan 1843 verkade även som generalsuperintendent. I stridigheterna om kyrkounionen tog Hahn parti för en "bekännelsetrogen union". Hans skriftställarskap föll inte blott inom dogmatikens, utan även inom kyrkohistoriens och exegetikens områden.